# بری ماکای
 بری ماکای (انگلیسی: Barry MacKay؛ زاده ۳۱ اوت ۱۹۳۵ درگذشته ۱۵ ژوئن ۲۰۱۲) یک تنیس‌باز اهل ایالات متحده آمریکا بود.